# Luck (hrad)
Hrad v Lucku (též Ljubartův (Lubartův) hrad nebo Horní hrad) je hrad ve městě Luck v západní části Ukrajiny na historickém území Volyně.

## Historie
Současný hrad byl postaven v první polovině 14. století jako opevněné sídlo Gediminasova syna Ljubarta (Ljubartase, Lubarta), posledního vládce sjednoceného Haličsko-Volyňska. Při jeho stavbě byla použity části staršího hradu či hradiště. Hrad odolal několika obležením, a to vojsky Kazimíra III. Velikého (1349), Vladislava II. Jagellonského (1431) a Zikmunda Kęstutoviče (1436). Právě zde se konala v roce 1429 Lucká konference, které se zúčastnili Zikmund Lucemburský, Vasilij II., Vladislav II., Vytautas a vojvoda Valašska.
Během dlouhé vlády Vytautase byl hrad rozšířen o dělostřelecké opevnění. Hlavní vchod, nyní zazděný, byl na západě a navazoval na most přes vnější příkop. Tři hlavní věže, zvané Lubart, Švitrigaila (podle litevských knížat) a Biskup, byly postaveny v průběhu 16. a 17. století. Uvnitř hradeb dříve stála katedrála svatého Jana, knížecí palác a biskupský palác. Z těchto budov se zachoval pouze neoklasicistní biskupský palác.
Dne 2. července 1941 nacisté na hradě zavraždili 1160 Židů.

## Další informace
- Druhý městský hrad, zvaný Dolní hrad, budovaný rodem Czartoryských od 14. století, je zříceninou.
- Hrad je zobrazen na ukrajinské dvěstěhřivnové bankovce.
- Hlavní věž hradu je vyobrazena na znaku 100. samostatné mechanizované brigády Ozbrojených sil Ukrajiny, sídlící v Lucku.[2]